# Franz Nieberl
Franz Nieberl, detto il "Papa Imperatore" (Würzburg, 25 febbraio 1875 – Kufstein, 18 agosto 1968), è stato un alpinista e scrittore tedesco,  esploratore delle montagne del Berchtesgadener Winkel,  riuscì nella quinta ascensione della parete sud a raggiungere la vetta della Marmolada e con Hans Dülfer al monte Wilder Kaiser realizzò la prima ascensione della parete nord della Kleine Halt. Percorse le Alpi e  scalò le cime di circa 60 vette che superano i quattromila metri. Fu attivo anche sulle montagne dei Pirenei, in Macedonia e in Corsica. All'età di 78 anni scalò per la novantaduesima volta il monte Totenkirchl.

## Biografia
Franz Nieberl nacque il 25 febbraio 1875 a Würzburg. Frequentò la scuola superiore ad Augusta. Scalò la sua prima montagna, l'Herzogstand nelle Alpi Bavaresi, con il padre quando aveva nove anni. Diventò funzionario della dogana. Come alpinista si addestrò nelle montagne attorno a Reichenhall, Berchtesgaden e Salisburgo ma anche sui ghiacci delle Alpi orientali e poi di quelle occidentali. Durante  la prima guerra mondiale, Nieberl prestò servizio come  ufficiale in prima linea nelle Fiandre. Effettuò le  prime ascensioni sul Wilder Kaiser la parete nord di Kleine-Halt, la parete ovest di Totenkirchl, il Nieberlkamin, la Straßwalchschlucht. Tra le sue scalate la parete nord del Kaltwasserkarspitze, la parete nord del Bettelwurf, la parete nord del Kirchdach, il Pflerscher Tribulaun-Goldkappel, la parete nord del Montasch, l'Ortles-Marltgrat e il Campanile di Val Montanaia. Conobbe bene anche le montagne della Corsica, della Macedonia, della Serbia e i Pirenei. Fu membro del Club Alpino Austriaco  dal 1902 e membro onorario dal 1948, e socio dell'Associazione Alpina per il soccorso in montagna. Franz Nieberl è stato un importante scrittore alpinista, autore di numerosi saggi. Il suo primo libro, "Climbing on Rock", fu pubblicato nel 1909, si trattava di un manuale che ebbe numerose edizioni. Scrisse "Das Totenkirchl" nel 1923, "Esperienze e pensieri"  nel 1925, "Le vie ferrate sulle montagne" nel 1926 e  "Lo sviluppo dei monti del Kaiser" basato su estratti da vecchi appunti di viaggio. Il suo ultimo lavoro fu la revisione del “Kaiserführer” da parte di Georg Leuchs.

## Carriera alpinistica
- Birkenkofel (Croda dei Baranci),  dal nord-est (1915)
- Bullkopf Südlicher (Cima Bulla Sud),  North Ridge (10 settembre 1915)
- Gamsflucht anteriore, Parete Est - "Nuova Via" (28 giugno 1908)
- Hackenköpfe, Parete nord dell'Hackenkopf orientale - "Nieberlweg" (21 giugno 1909)
- Hackenköpfe, Parete nord dell'Hackenkopf orientale - "Straßwalchschlucht" (13.10.1907)
- Haidachstellwand,  Parete est (1912)
- Hochglück, Discesa nell'Ödkarl (1907)
- Kleine Halt,  Parete Nord (13 settembre 1913)
- Musterstein,  Parete sud - "Nieberlweg" (05.07.1906)
- Petersköpfl (Monti del Kaiser),  da nord (06.04.1906)
- Pyramidenspitze, dallo Scheiblingsteinkar (08.10.1910)
- Pyramidenspitze,  da nord attraverso il Karkopfgrat (08.09.1909)
- Rofanspitze (vetta principale), Parete Nord - "Vertenza nord-ovest della gola Sepp-Nieberl" (2 settembre 1911)
- Totenkirchl, Versante nord-est - "Klammervariante" (variante al sentiero guida) (2° terrazzo)
- Totenkirchl, Parete nord-est - "Nieberlkamin" (2a terrazza) (28.10.1906)
- Totenkirchl, Parete sud - "Klammerführe" (1909)[1][5]